# Concerto per pianoforte e orchestra n. 1 (Čajkovskij)
Il Concerto per pianoforte e orchestra n. 1 in si bemolle minore, op. 23 di Pëtr Il'ič Čajkovskij fu composto tra il novembre 1874 ed il febbraio 1875, e fu eseguito per la prima volta nella Boston Music Hall di Boston nello stesso anno con Hans von Bülow al pianoforte.
È uno dei concerti pianistici più eseguiti in tutto il mondo, celebre per la sua grandezza monumentale, ed è il più noto dei tre composti da Čajkovskij.

## Storia della composizione
Il concerto venne inizialmente dedicato a Nikolaj Rubinštejn, direttore del Conservatorio di Mosca e pianista virtuoso, con il proposito che lo stesso Rubinštejn lo eseguisse per la prima volta in pubblico. L'accoglienza di questi fu decisamente negativa: criticò aspramente il concerto ritenendolo "banale, rozzo e mal scritto" oltre che "ineseguibile", e pertanto chiese al compositore una sostanziosa revisione che venisse incontro ai suoi gusti.
Čajkovskij per tutta risposta si rifiutò di modificarne anche solo una nota, decidendo di dirottare la sua dedica su un altro grande interprete dell'epoca, il celebre pianista, direttore d'orchestra e compositore Bülow, che da parte sua definì l'opera "originale e nobile!". Curiosamente von Bülow eliminò in seguito il concerto dal proprio repertorio, mentre Rubinštejn finì col dirigerne la première moscovita (con Sergej Ivanovič Taneev al piano) e ad eseguirne la parte solistica in numerose occasioni.
La prima esecuzione del concerto avvenne il 25 ottobre del 1875 a Boston con Hans von Bülow al piano e Benjamin Johnson Lang a capo dell'orchestra. Il debutto in Russia avvenne invece una settimana dopo al Conservatorio di San Pietroburgo con il pianista russo Gustav Kross ed il direttore ceco Eduard Nápravník alla presenza del compositore.
Il concerto fu arrangiato da Čajkovskij anche per due pianoforti nel dicembre 1874; fu rivisitato per due volte dal suo autore, nell'estate del 1879 e poi ancora nel 1888: quest'ultima è la versione divenuta standard ed attualmente eseguita.
Sebbene Čajkovskij si fosse rifiutato di apportare all'opera quelle modifiche che Nikolaj Rubinštejn pretendeva, egli non si risentì quando in seguito il pianista Edward Dannreuther, che stava preparando la prima esecuzione a Londra, gli inviò una lunga serie di proposte di cambiamenti; cambiamenti che non riguardavano il tessuto musicale bensì la strumentazione. Čajkovskij non solo diede la sua autorizzazione, ma introdusse tutte quelle modifiche che Dannreuther suggeriva nell'edizione a stampa del Concerto; e altre ancora ne introdusse in una edizione successiva, dopo che ebbe avuto modo di ascoltare l'opera nella esecuzione di Aleksandr Ziloti. La versione che si ascolta generalmente oggi è, pertanto, quella di Čajkovskij con modifiche di Dannreuther e Siloti. Si veda questa nota ed anche la descrizione nel sito accademico "Tchaikovsky Research".
L'opera, nonostante fosse stata predisposta per un lavoro tipicamente di derivazione occidentale, conserva in buona parte forme e timbri della musica popolare russa cui spesso Čajkovskij fa riferimento.

## Struttura
Il concerto è articolato in tre movimenti:
- I movimento: Allegro non troppo e molto maestoso - Allegro con spirito

All'orchestra è affidato l'attacco del tema principale, di grande solennità; il pianoforte accompagna con poderosi ed ampi accordi, come se fosse uno scampanio: una forma decisamente insolita. Successivamente lo strumento solista assurge a protagonista mentre l'orchestra si riduce ad un semplice accompagnamento in pizzicato. Il pianoforte non solo presenta il tema, ma al tempo stesso lo amplia con elaborazioni che gradualmente danno vita a figurazioni di estremo virtuosismo, finché l'orchestra riprende nuovamente il tema iniziale. L'intervento del corno fa da tramite tra primo e secondo tema: suonato inizialmente con tocco leggero, viene ammorbidito dal suono scherzoso dei flauti prima che gli archi sviluppino per esteso la cantabilità di questa idea musicale. Il movimento vive di contrasti netti, talvolta addirittura stridenti, che vengono attraversati da esplosive strutture atte ad accrescere l'intensità del discorso musicale.
- II movimento: Andantino semplice - Prestissimo - Tempo I

La musica ritorna dolce, il ritmo del primo movimento scompare, le note sul pianoforte vengono accarezzate da motivi rapidi e allo stesso tempo con forme arabesche; è un'interpretazione, quella data da Čajkovskij al movimento, tutta slava. Anche qui compaiono i ricordi di quella musica russa presi da alcune canzoni ucraine. L'inizio è un pensiero in forma di Lied eseguito dal flauto, che il pianoforte riprende mutandolo alla terza nota con enfatico slancio. È solo una minuscola sfumatura, che però lascia trasparire il carattere d'improvvisazione insito nella struttura del movimento. Con sempre nuove variazioni tematiche Čajkovskij muta il carattere degli sviluppi, sostenuti ed incorniciati da mutevoli figurazioni di accompagnamento.
- III movimento: Allegro con fuoco

Il terzo movimento attacca senza cesure con veementi movenze di danza. Dopo una breve introduzione orchestrale il pianoforte fa proprio il ritmo danzante e conduce al controtema, che fiorisce negli archi ed è manifestamente imparentato col tema introduttivo.

## Interpreti
Tra i molti celebrati interpreti di questo concerto sta Vladimir Horowitz, che con esso debuttò trionfalmente negli Stati Uniti alla Carnegie Hall, coadiuvato alla direzione d'orchestra dal suocero Arturo Toscanini.
Altri interpreti di grande rilievo sono Svjatoslav Richter (nelle sue incisioni con Mravinskij e Karajan), Van Cliburn, Martha Argerich ed Emil Gilels.

## Nello sport
Il tema principale del brano è stato scelto per rappresentare il Comitato Olimpico Russo (ROC) come inno alle Olimpiadi di Tokyo 2020 e il Comitato Paralimpico Russo (RPC) alle Paralimpiadi di Tokyo 2020, sostituendo quello ufficiale, dopo la squalifica della Russia per avere manipolato le prove anti-doping in alcuni laboratori di Mosca.
Uno spezzone si poteva ascoltare durante la cerimonia di apertura delle olimpiadi di Mosca 1980

## Discografia
- Arthur Rubinstein, London Symphony Orchestra, John Barbirolli, 1932, His Master's Voice
- Vladimir Horowitz, NBC Symphony Orchestra, Arturo Toscanini, 1941, Allegro
- Freddy Martin and His Orchestra, Piano Concerto in B Flat, 1941, prima posizione nella Billboard Hot 100 per 8 settimane
- Emil Gilels, Chicago Symphony Orchestra, Fritz Reiner, 1955, RCA KV 24
- Cor De Groot, Orchestra Filarmonica dell'Aja, Willem van Otterloo, Fontana KL 695 003
- Ludwig Hoffmann, London Philharmonic Orchestra, Gunnar Staern, Somerset SS 115
- Van Cliburn, RCA Symphony Orchestra, Kirill Kondrašin, 1958 RCA Victor Red Seal – Miglior interpretazione solista di musica classica con orchestra (Grammy) 1959, Grammy Hall of Fame Award 2002, prima posizione nella Billboard 200 per sette settimane e tre dischi di platino.
- Claudio Arrau, Philharmonia Orchestra, Alceo Galliera, 1961, Columbia
- Arthur Rubinstein, Boston Symphony Orchestra, Erich Leinsdorf, 1963, RCA Victor Red Seal – LM 2681
- Emil Gilels, New Philharmonia Orchestra, Lorin Maazel, 1973, EMI (registrato tra l'11 e il 17 ottobre 1972)
- Claudio Arrau, Boston Symphony Orchestra, Colin Davis, 1979, Philips
- Martha Argerich,  Symphonie-Orchester Des Bayerischen Rundfunks, Kirill Kondrašin, 1980, Philips (registrazione dal vivo)
- Emil Gilels,  New York Philharmonic, Zubin Mehta, 1981, CBS (registrazione dal vivo alla  Avery Fischer Hall, Lincoln Center, 19 novembre 1979)
- Martha Argerich, Berliner Philharmoniker, Claudio Abbado, 1995, Deutsche Grammophon (registrazione dal vivo)